# Adam Ostaszewski
Adam Jan Kanty Ostaszewski herbu Ostoja (ur. 22 października 1860 we Wzdowie, zm. 4 marca 1934 w Krakowie) – polski naukowiec i wynalazca, pionier polskiej awiacji.
Konstruktor lotniczy, ziemianin, właściciel Wzdowa, działacz gospodarczy i społeczny,  pisarz, dramatopisarz, poeta i tłumacz poezji, znawca ponad dwudziestu języków obcych, twórca języka zbliżonego do esperanto i słownika, doktor prawa i filozofii.

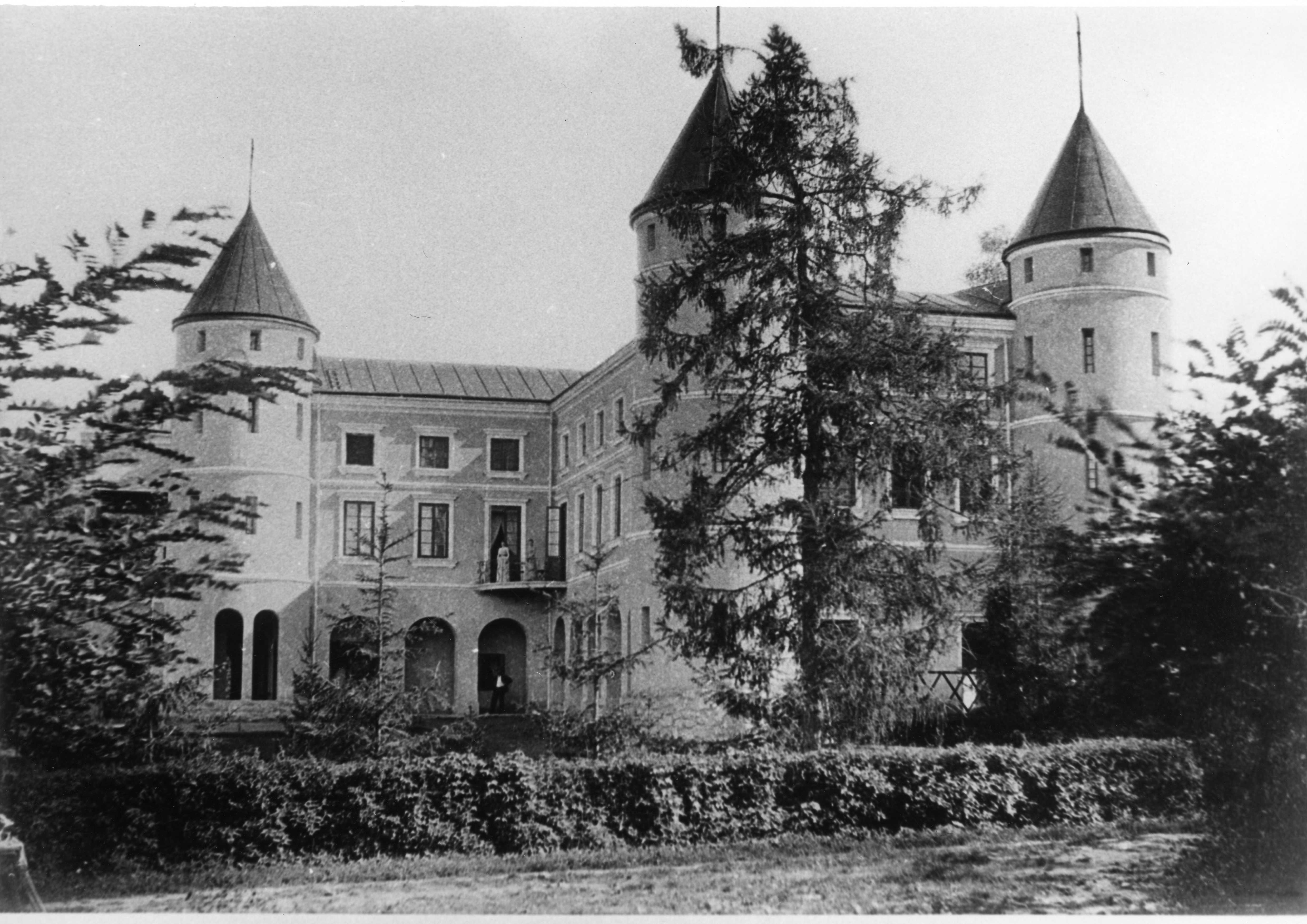
Dwór Ostaszewskich we Wzdowie (ok. 1910)

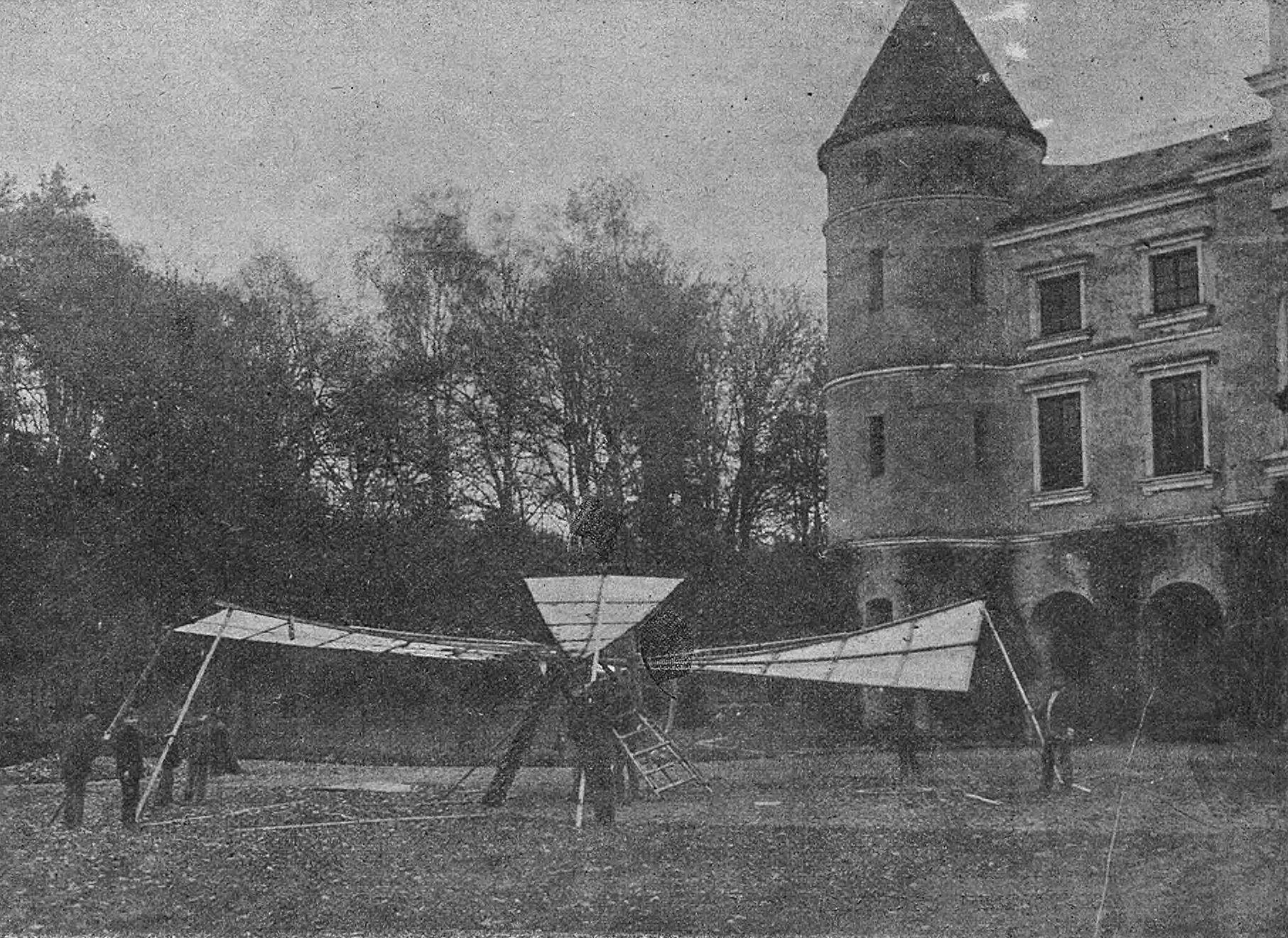
Aeroplan Adama Ostaszewskiego (1908)

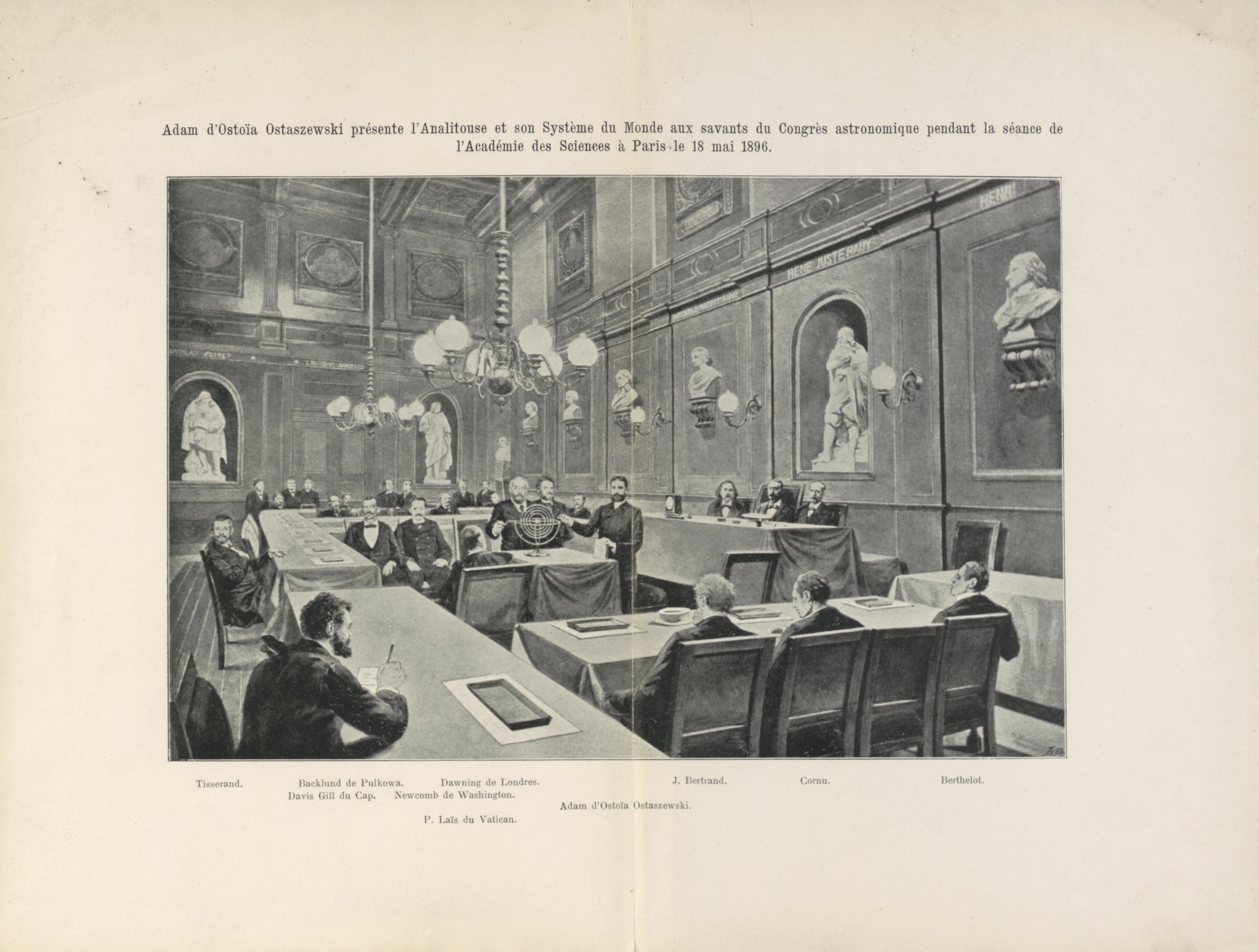
Adam Ostaszewski przedstawia swoje kontrowersyjne tezy podczas kongresu astronomicznego we Francuskiej Akademii Nauk w Paryżu 18 maja 1896 roku

## Życiorys
Był synem Teofila Ostaszewskiego i Emmy z hr. Załuskich. Kształcił się w Krakowie (był absolwentem prawa i filozofii Uniwersytetu Jagiellońskiego), Wiedniu, Paryżu i Berlinie.
Po śmierci ojca w 1889 odziedziczył rodzinne dobra Wzdów. W dworskim parku, we Wzdowie, zbudował obserwatorium astronomiczne (drewnianą budowlę w kształcie walca, z ruchomą kopułą dachu). Miejscowi nazwali to miejsce „Cyrklem”.
Rysował, malował, rzeźbił, latał samolotami i konstruował modele różnych pojazdów. Interesował się optyką, fizyką, akustyką, hydrostatyką, elektrycznością i magnetyzmem, chemią, mechaniką, zoologią, botaniką, mineralogią, paleontologią, geologią, agrotechniką, geografią, historią, archeologią, heraldyką, muzyką, architekturą, sztuką, sportem i techniką. Uprawiał jazdę konną, szermierkę, kolarstwo i jazdę autem.
Był konstruktorem szeregu modeli samolotów (w tym płatowca z silnikiem, który konstrukcyjnie nawiązywał do samolotu braci Wright), samolotu odrzutowego, dwupłatowców Ost 1-3 (na których latał we Francji), helikoptera, modelu sterowca, automatu do gry w szachy oraz instrumentów naukowo-badawczych; z zakresu fizyki, astronomii i techniki druku.
W świecie nauki zasłynął przede wszystkim z ekscentryczności, m.in. podważając teorię budowy świata opracowaną przez Kopernika. Jak pisał o nim Tadeusz Boy-Żeleński "całe życie pracował nad teorią, że słońce znajduje się w środku ziemi, to zaś, co widzimy na niebie, jest tylko jego refleksem." Wykorzystując lukę w prawie międzynarodowym stwierdzał także, że jeżeli jakiś teren nie ma właściciela, to można go zająć. W ten sposób stał się samozwańczym cesarzem Antarktydy.
Napisał m.in. Szkice naukowo-literackie z zakresu sztuki i archeologii. Dużo również tłumaczył z różnych języków.

## Wynalazki Adama Ostaszewskiego
- w 1876 r. zbudował duży model sterowca, modele lotu mechanicznego, i aerodynamicznego w Krośnie.
- w 1881 r. model samochodu,
- w 1888 r. w Berlinie miał swój pierwszy lot wolnym balonem; z polską flagą.
- w 1889 r. silnik wybuchowy, odrzutowy, którego próby przeprowadzał w Krośnie.
- w 1892 r. pionowzlot Stilbor 1, podczas prób w Krakowie wzniósł się na wysokość 100m
- w 1896 r. model mechaniczny sfer świata opatentowany w Rosji,
- w 1900 r. silnik hydrauliczny, na który uzyskał patent we Francji,
- w 1908 r. zabawka latająca (aeroplan), którą opatentował w Anglii[3],
- w 1909 r. otrzymał we Francji patent na koncepcję „Stibora – 2” – czyli latającego pionowzlotu, opracował silnik gazowy, ze zbiornikiem na gaz świetlny i urządzenia techniczne drukarskie.